# Struiktroepiaal
De struiktroepiaal (Dives warczewiczi) is een zangvogel uit de familie
Icteridae (troepialen).

## Verspreiding en leefgebied
Deze soort telt 2 ondersoorten:
- D. w. warczewiczi: westelijk Ecuador en noordwestelijk Peru.
- D. w. kalinowskii: westelijk Peru.